# Nic Dowd
Nicolas "Nic" Dowd, född 27 maj 1990, är en amerikansk professionell ishockeyspelare som spelar för Washington Capitals i NHL. 
Han har tidigare spelat för Vancouver Canucks och Los Angeles Kings och på lägre nivåer för Ontario Reign och Manchester Monarchs i AHL, St. Cloud State Huskies i NCAA, Indiana Ice i USHL och St. Louis Bandits och Wenatchee Wild i NAHL.
Dowd draftades i sjunde rundan i 2009 års draft av Los Angeles Kings som 198:e spelare totalt.
8 december 2017 blev han tradad av Kings till Vancouver Canucks i utbyte mot Jordan Subban.
Dowd blev free agent efter säsongen 2017–18 och skrev den 1 juli på ett ettårskontrakt värt 650 000 dollar med Washington Capitals.

## Statistik
| 2007–08     | Culver Military Academy Prep |             | 45  | 15 | 31 | 46  | 38  | —  | —  | —  | —  | —  |
| 2008–09     | St. Louis Bandits            | NAHL        | 3   | 0  | 0  | 0   | 2   | —  | —  | —  | —  | —  |
|             | Wenatchee Wild               | NAHL        | 43  | 16 | 33 | 49  | 71  | 13 | 8  | 14 | 22 | 34 |
| 2009–10     | Indiana Ice                  | USHL        | 46  | 16 | 23 | 39  | 48  | 9  | 2  | 4  | 6  | 2  |
| 2010–11     | St. Cloud State Huskies      | NCAA        | 36  | 5  | 13 | 18  | 34  | —  | —  | —  | —  | —  |
| 2011–12     | St. Cloud State Huskies      | NCAA        | 39  | 11 | 13 | 24  | 36  | —  | —  | —  | —  | —  |
| 2012–13     | St. Cloud State Huskies      | NCAA        | 41  | 14 | 25 | 39  | 41  | —  | —  | —  | —  | —  |
| 2013–14     | St. Cloud State Huskies      | NCAA        | 38  | 22 | 18 | 40  | 32  | —  | —  | —  | —  | —  |
|             | Manchester Monarchs          | AHL         | 7   | 0  | 3  | 3   | 0   | —  | —  | —  | —  | —  |
| 2014–15     | Manchester Monarchs          | AHL         | 75  | 9  | 32 | 41  | 44  | 19 | 7  | 6  | 13 | 10 |
| 2015–16     | Los Angeles Kings            | NHL         | 5   | 0  | 0  | 0   | 2   | —  | —  | —  | —  | —  |
|             | Ontario Reign                | AHL         | 58  | 14 | 34 | 48  | 49  | 13 | 4  | 7  | 11 | 14 |
| 2016–17     | Los Angeles Kings            | NHL         | 70  | 6  | 16 | 22  | 25  | —  | —  | —  | —  | —  |
| 2017–18     | Los Angeles Kings            | NHL         | 16  | 0  | 1  | 1   | 12  | —  | —  | —  | —  | —  |
|             | Vancouver Canucks            | NHL         | 40  | 3  | 0  | 3   | 16  | —  | —  | —  | —  | —  |
| 2018–19     | Washington Capitals          | NHL         | —   | —  | —  | —   | —   | —  | —  | —  | —  | —  |
| NHL totalt  | NHL totalt                   | NHL totalt  | 131 | 9  | 17 | 26  | 55  | —  | —  | —  | —  | —  |
| AHL totalt  | AHL totalt                   | AHL totalt  | 140 | 23 | 69 | 92  | 93  | 36 | 12 | 13 | 25 | 24 |
| NCAA totalt | NCAA totalt                  | NCAA totalt | 154 | 52 | 69 | 121 | 143 | —  | —  | —  | —  | —  |
| USHL totalt | USHL totalt                  | USHL totalt | 46  | 16 | 23 | 39  | 48  | 9  | 2  | 4  | 6  | 2  |
| NAHL totalt | NAHL totalt                  | NAHL totalt | 46  | 16 | 33 | 49  | 73  | 13 | 8  | 14 | 22 | 34 |